# 와카바야시 아키코
와카바야시 아키코(일본어: 若林 映子, 1941년 8월 26일~)는 일본의 배우이다.

## 출연 작품
- 007 두번 산다 (1967)
- 여자 안의 타인 (1966)
- 타이거 릴리 (1966)
- 다고라, 우주 괴물 (1964)
- 고질라 6 - 머리 셋 괴물 기드라 (1964)
- 고질라 4 - 킹콩 대 고질라 (1962)